# Giuseppe Amasio
Giuseppe Amasio (Vado Ligure, 16 gennaio 1922 – Savona, 9 gennaio 2000) è stato un politico italiano, eletto nella IV e V legislatura della Repubblica Italiana alla Camera dei deputati.

## Biografia
Operaio, attivo come partigiano durante la Resistenza. Dopo la Liberazione è impegnato nel sindacato con la CGIL e in politica con il Partito Comunista Italiano. Venne eletto alla Camera dei deputati alle elezioni politiche del 1963 nella circoscrizione Genova-Imperia-La Spezia-Savona, venendo poi confermato anche a quelle del 1968; rimase in carica a Montecitorio fino al 1972. 
Ha ricoperto anche il ruolo di consigliere comunale a Vado Ligure fino al 1975 e poi di presidente della Provincia di Savona dal 1975 al 1980. Nel 1982 è stato anche direttore del Consiglio dell’USL di Savona.
Morì il 9 gennaio 2000, una settimana prima di compiere 78 anni.